# باولا ديفيك
باولا ميشيل ديفيك (بالإنجليزية: Paula Michelle Devicq)‏ هي ممثلة كندية ولدت في يوم 7 يوليو 1965 في مدينة إدمونتون في كندا، مثلت دور كريستين بينيت توماس سالينغر في مسلسل بارتي أوف فايف من سنة 1994 إلى سنة 2000 وألذي فاز بجائزة جولدن جلوب.

## روابط خارجية
- باولا ديفيك على موقع IMDb (الإنجليزية)
- باولا ديفيك على موقع ألو سيني (الفرنسية)
- باولا ديفيك على موقع أول موفي (الإنجليزية)
- باولا ديفيك على موقع إن إن دي بي (الإنجليزية)
- باولا ديفيك على موقع قاعدة بيانات الفيلم (الإنجليزية)
- باولا ديفيك على موقع كينوبويسك (الروسية)